# Loveless (Dream-On,-Dreamer-Album)
Loveless ist das zweite Studioalbum der Post-Hardcore-Band Dream On, Dreamer aus Melbourne. Es wurde am 28. Juni 2013 weltweit über UNFD veröffentlicht und stieg am 14. Juli 2013 in die heimischen Charts ein, wo es sich lediglich eine Woche aufhalten konnte. Loveless enthält zehn Stücke und hat eine Gesamtspielzeit von 42:09 Minuten.

## Entstehung und Veröffentlichungen
Im Vergleich zum Debütalbum Heartbound, wurde Loveless nicht von einem bekannten Produzenten, sondern von dem Gitarristen der Band Callan Orr produziert. Das Artwork für das Album wurde von Sänger Marcel Gadacz angefertigt. Die Gruppe hatte anfänglich vor, in die USA zu fliegen, um das Album von einem professionellen Produzenten produzieren zu lassen. Mit der Idee, das Album selbst zu erarbeiten, spielten die Musiker allerdings bereits vor dem Erscheinen des Debütalbums im Jahr 2012. Mehrere Faktoren jedoch, darunter das finanzielle Budget und die begrenzte Studiozeit, führten dazu, dass die Musiker das Album selbst aufnahmen und produzierten. Bei den Arbeiten wurden die Musiker von Callans Bruder Kevin unterstützt.
Die ersten Songs des Albums schrieb die Band während einer Konzertreise. Der erste Song, den die Musiker schrieben, war das titelgebende Stück Loveless. Zudem schrieb die Gruppe auch Stücke, die es nicht auf dem Album geschafft haben.
Die erste Single veröffentlichte die Band am 8. Mai 2013 via Radiosender Triple J. Diese Single trägt den Namen The World in Front of Me. Kurze Zeit später wurde das Musikvideo bei YouTube veröffentlicht. Ein Musikvideo zu dem Titel Neverlove folgte am 15. August 2013. Zuvor wurde im Juni bereits der Song als Lyric-Video online gestellt. Loveless erschien am 28. Juni 2013 weltweit über UNFD.

## Musikstil und Texte

### Texte
Die Texte werden allesamt von der Band selbst geschrieben. Hauptverantwortlich ist dabei der Sänger Marcel Gadacz, welcher gebürtig aus Deutschland stammt. Er beschreibt, dass seine Texte auf einer ganz persönlichen Basis verfasst werden und damit ausdrücken, was er emotional fühlt. Er sagte, dass jedes Lied einen tieferen Hintergrundgedanken verfolge. Über das offizielle Tumblr-Profil der Band veröffentlichte Gadacz zu jedem Stück ein offizielles Statement, in dem er erklärt, wie es zur Entstehung des jeweiligen Liedes kam und wieso er dieses geschrieben hat:
- Loveless ist der Opener des Albums und soll dem Hörer vermitteln, welche Emotionen im weiteren Verlauf der CD zu erwarten sein werden. Gadacz beschreibt, dass er viele Erfahrungen sammeln konnte und dass seine Emotionen beim Erleben zwischen dem „höchsten Punkt des Glücklichseins bis hin zu den tiefsten Abgründen der Melancholie“ rangierten. In Loveless verarbeitet Gadacz seine Zweifel und Selbsturteile gegenüber den getroffenen Entscheidungen.
- The World in Front of Me symbolisiert ein wichtiges Ereignis in Gadacz’ Leben. Vor sechs Jahren beschloss er, seine Heimat, seine Familie und seine Freunde zu verlassen, um sein Leben in einem anderen Land neu aufzubauen. Er wollte seine Träume erfüllen, eine neue Sprache lernen und eine Band gründen. Außerdem soll der Song seine Zweifel mit sich selbst sowie die Vorurteile seiner Mitmenschen repräsentieren. Auch soll The World in Front of Me dazu anregen, sein Umfeld so zu verändern, dass das Leben in einer Gesellschaft möglich ist.
- Foundations beschreibt, dass eine Situation in guter oder schlechter Erinnerung bleiben kann. Gadacz versucht, mit diesen Situationen bestmöglich umzugehen. Foundations soll zum Nachdenken anregen. Marcel Gadacz verarbeitet in diesem Stück seine Gedanken nach den Fragen „Wer bin ich?“ und „Was ist der Sinn des Lebens?“. Er stellt fest, dass jeder in der Lage ist, sein eigenes Leben nach dem eigenen Willen zu gestalten.
- Infinity ist der vierte Titel des Albums Loveless. Er beschreibt, dass jede Entscheidung, die in der Gegenwart getroffen wird, das zukünftige Leben weitestgehend verändern kann. Gadacz schreibt, dass man jede Entscheidung, egal ob sie gut oder schlecht war, akzeptieren müsse, da es im weiteren Lebensverlauf die Möglichkeit gibt, frühere getroffene Entscheidungen indirekt auszugleichen. Er stellt klar, dass jeder für sein eigenes Leben selbst verantwortlich ist und keine Marionette anderer Menschen ist. Es soll eine Aufforderung sein, seine eigene Meinung auszusprechen.
- Hear Me Out ist ein Stück, das auf einer persönlichen Ebene verfasst wurde. Das Lied soll ausdrücken, dass das Leben für jeden irgendwann einmal einen Stein in den Weg wirft. Es ist eine Aufforderung, die Herausforderung anzunehmen und nicht direkt aufzugeben. Gadacz meint, dass jede Erfahrung das Individuum stärkt. Er sagt, dass er selbst mit mehreren Problemen zu kämpfen gehabt habe, die ihn an dem Rand des Aufgebens gebracht hätten. Er stellt klar, dass es erlaubt ist, zu versagen.
- Neverlove ist ein weiteres Stück, das Gadacz auf einer persönlichen Ebene verfasst hat. Es beschreibt einen Zeitraum in seinem Leben, in dem er nicht in der Lage war, zu „lieben“. Es soll unter anderem die Zeit darstellen, in der sein eigenes Leben für ihn oberste Priorität hatte. Er beschreibt in Neverlove zwar eine negative Sichtweise auf das Thema „Liebe“, jedoch ist auch eine positive Nachricht zu hören: Liebe ist die Möglichkeit, wahre Gefühle zu „umarmen“ und diese in vollen Zügen zu genießen.
- Moving On, Moving Far beschreibt, dass Veränderungen notwendig sind, wenn eine Situation dauernd dazu führt, den Lebensweg komplizierter zu machen. Auch dieser Titel ist für ihn besonders. Er beschreibt, dass es Situationen gab, in denen sein Gefühl nicht mit seinem Herz einig war. Es beschreibt seine Entscheidung, alles zu verlassen, was ihn unglücklich machte.
- EVOL beschreibt erneut die mentalen Selbstzweifel und die Unsicherheit über seine Entscheidungen. In diesem Stück wird beschrieben, wie der Sänger gegen seine Probleme vorgegangen ist, und es soll aussagen, dass man niemals Zeit verschwenden sollte, irgendetwas zu jagen, was nicht existiert.
- Black Maine ist der vorletzte Song des Albums. In ihm beschreibt Gadacz seine innere Stimme, die ihm in manchen Situation gesagt hat, wie er reagieren muss. Auch besingt er in dem Stück die Chancen, die jeder hat, aus diesen Situation zu lernen, damit man ein besseres und stärkeres Individuum wird. Auch hier wird die Meinung laut, dass jedes Individuum ein Beispiel für Veränderung in der Gesellschaft sein kann.
- The Tracks We Leave Behind, der abschließende Track des Albums, gibt ein Resümee über die vorherigen Stücke des Albums. Als Basis wurde die Frage „was man machen wolle, wenn man älter geworden ist“ gewählt. Gadacz beschreibt, dass er mit seinen getroffenen Entscheidungen zufrieden und glücklich ist.

### Musik
Im Vergleich zum Debütalbum Heartbound ist der Sound auf Loveless wesentlich melodischer geworden. Grund hierfür sind unter anderem die Besetzungswechsel innerhalb der Band. Mit dem Verlassen des ehemaligen Bassisten Michael McLeod wurde Daniel Jungwirth, welcher zuvor Keyboard in der Band spielte, als neuer Bassist eingesetzt, sodass die elektronischen Parts lediglich mit Samplern aufrechterhalten werden.
Waren im Debütalbum deutlich mehr elektronische Elemente vorhanden, so treten diese auf Loveless in den Hintergrund. Den Stil des Albums kann man als klassischen und melodiösen Post-Hardcore beschreiben. Shoutings und Klargesang wechseln sich ab, zumeist zum Beginn des Refrain. Während Gadacz für die Texte verantwortlich ist, wird die Musik von Callan Carr geschrieben.

## Rezension

### Promotion
Am 29. und 30. Juni 2013 gab die Band jeweils ein Release-Konzert im Corner Hotel in Melbourne. Die erste Show war lediglich für Zuschauer über 18 Jahre (18+) und das Konzert tags darauf war für alle Besucher zugelassen.
Zwischen 16. und 21. August 2013 hatten Fans die Möglichkeit Karten für die nationale Loveless Tour vorzubestellen, die im Oktober startete. Mit einem Passwort, das auf der Seite der Plattenfirma bekannt gemacht wurde, haben Fans, die ihre Tickets vorbestellt haben, unter anderem die Chance die Gruppe vor jedem Konzert zu treffen und eine Akustperformance über 3 Stücke zu erleben. Als Vorgruppen treten A Skylit Drive, No Bragging Rights und die Labelkollegen Hellions, sowie diverse lokale Bands auf. Im Anschluss der Loveless Tour fliegt die Band nach Europa, um dort mit Silverstein und Palisades zu spielen.
Bereits im Juli 2013 spielte die Gruppe wenige Konzerte in Australien. Im September folgten drei Auftritte in Japan.

### Kommerzieller Erfolg
Loveless stieg knapp zwei Wochen nach der Veröffentlichung auf Platz 29 in den australischen Charts ein und blieb dort eine Woche lang.

### Kritiken
Auch wenn das Album bei den Fans der Gruppe gut ankommt, so urteilte die Fachpresse teilweise negativ über das Album. So schrieb Sarah O’Connor vom Rock Sound, dass im ganzen Album eine einzige gute Line zu hören ist, könnte der Rest des Albums auch „der schlechteste West-Country Hip-Hop“ sein. Dennoch gab es für das Album 7 Punkte vom Musikmagazin.
Das britische Rock Industry vergab 6 von 10 Punkten mit der Begründung, dass der Gesang auf einem niedrigen Level war. Allerdings hob der Kritiker die Produktion des Albums lobend hervor und ist der Meinung, dass die Gruppe sich noch weiter verbessern könne.
Kill Your Stereo urteilte auch mittelmäßig über die Scheibe. Der Kritiker beschrieb zwar, dass Loveless ein gutes zweites Album sei, dass man durchaus manchmal anhören könne, jedoch schrieb er der Band keine Visionen zu. Das Album erhielt mit 3 von 5 Sterne allenfalls eine durchschnittliche Bewertung.
Nathaniel Lay vom New Noise Magazine vergab 4 von 5 möglichen Punkten. Der Kritiker ist der Meinung, dass Heartbound zwar das härtere Album von beiden sei, jedoch wird der Mut gelobt, sich auf Experimente eingelassen zu haben.
James Dawson von The Music ist der Meinung, dass Loveless ein erfrischender Mix aus Aggression und liebevoller Sentimentalität darstellt.